# Стебнівка

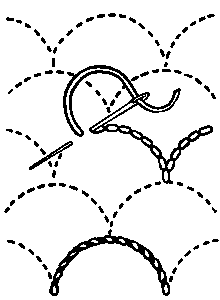

Стебні́вка — один з найпростіших вишивальних швів, який використовують для декорування, а також рубцювання, зубцювання, зшивання.
Локальні варіанти іменування: «позаглу» (Львівщина), «позаігловий» (Буковина), «вистіг» (Київщина, Львівщина), «штапівка» (Полтавщина), «стебнівка»(Поділля), «прошиттє»(Гуцульщина).

## Техніка виконання

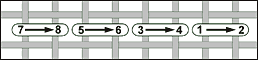

Нитку закріплюють з вивороту полотна, виколюють з лицевого боку на відстані одного стібка (найчастіше 3 ниток) від початку ряду. Далі вколюють її на один стібок назад і виколюють на один вперед від поточного положення робочої нитки. Повторюють до кінця ряду. Таким чином з вивороту отримують стібки, вдвічі довші, ніж з лиця. Шов з лиця має вигляд суцільної лінії.
Інший спосіб не передбачає вколювання голки в кінець попереднього стібка, а дозволяє на деякій відстані від нього. Таким чином з лиця отримують пунктир, ідентичний шву «уперед голку».

## Застосування

### У традиційній українській вишивці
Шов «позадголку» застосовують для виконання покрайниць в стрічкових узорах; виділення контурів мотивів, виповнених іншими техніками. Він також вживається для зубцювання, зшивання рубців, підгинання низу сорочок, пришивання уставки до рукава, підшивання комірців та манжетів.
Шов утворює множину різноманітних стрічкових технік («кривульок», «черваків»), які застосовують у вишивці рушників та інших тканин інтер'єрного призначення.
Шов «позадголку» використовується як доповнювальний до інших вишивальних технік. Так, біля Бучача та на півночі Івано-Франківської області ним обводять елементи, виконані крученим петлевим швом.
На Буковині позаігловою технікою вишивають «морщинки» жіночих сорочок — яскраві смуги орнаменту, що розмежовують вишивки уставки та рукава, розвантажують сприйняття густого орнаментування. У гуцульському селі Вербовець техніка «позадголки» творить один з уживаних тут кручених швів, яким повністю зашивали «писані» рукави жіночих сорочок.

### У сучасній вишивці

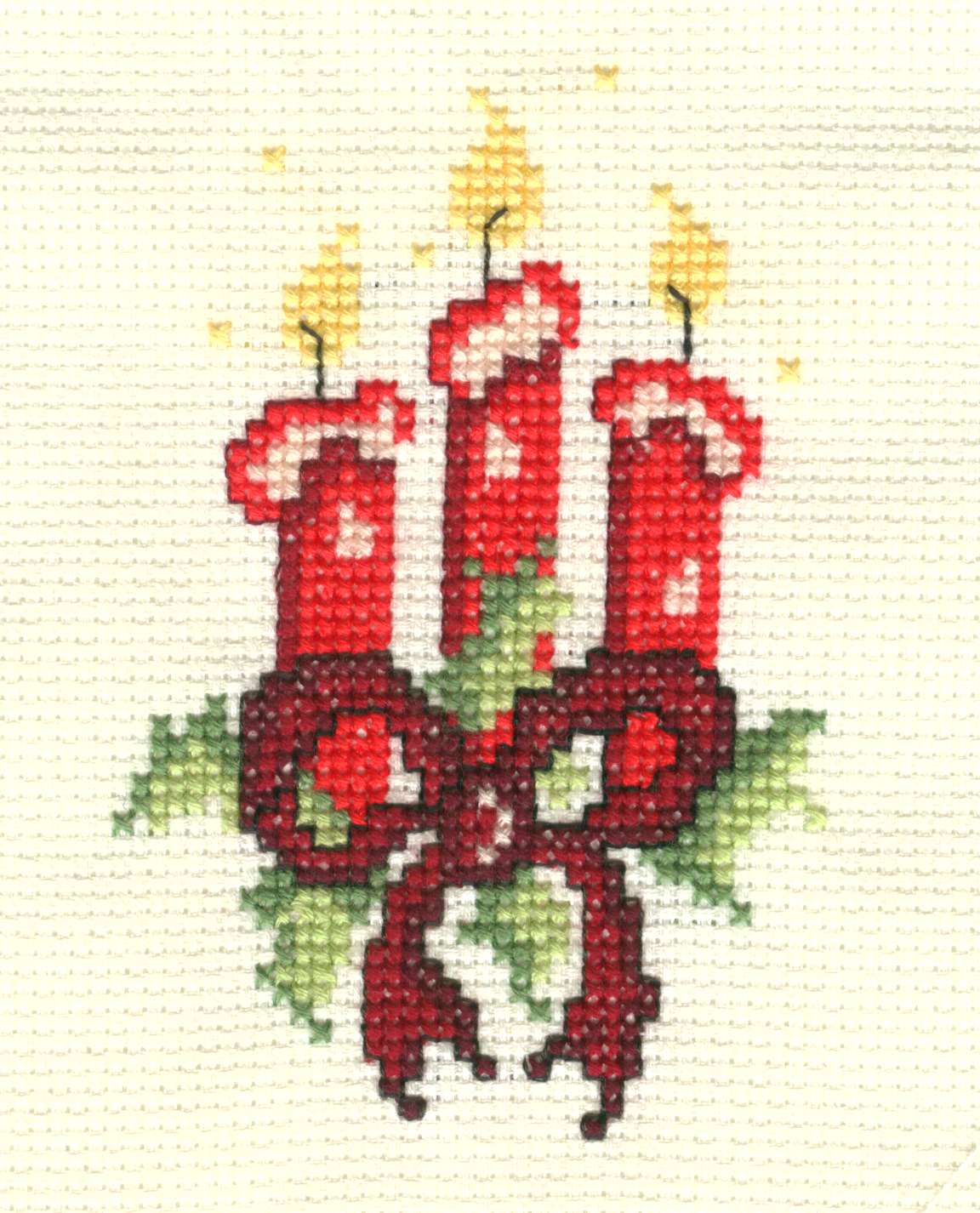
«Назад голку» поряд із хрестиком

«Позадголку» застосовується у сучасній хрестиковій вишивці для обведення контурів вишитого малюнка, додавання додаткових деталей та написів.
Цей шов є одним з основних у техніці Чорної вишивки (англ. Blackwork).